# Sesamum tavakarii
Sesamum tavakarii är en sesamväxtart som beskrevs av Marselein Rusario Almeida och S.M.Almeida. Sesamum tavakarii ingår i släktet sesamer, och familjen sesamväxter. Inga underarter finns listade i Catalogue of Life.